# Équipe du Laos de football
Cet article traite de l'équipe masculine. Pour l'équipe féminine, voir Équipe du Laos féminine de football.
Maillots
Actualités
L'équipe du Laos de football est une sélection des meilleurs joueurs laotiens sous l'égide de la Fédération du Laos de football.

## Sélection actuelle
Tous les joueurs appelés pour les éliminatoires de la coupe du monde 2026.
Mis à jour le 16 juillet 2024
| N°         | Nom                          | Date de naissance | Sélections (buts) | Club             |
| ---------- | ---------------------------- | ----------------- | ----------------- | ---------------- |
| Gardiens   |                              |                   |                   |                  |
| 12         | Kop Lokphathip               | 8 mai 2006        | 0 (0)             | Ezra             |
| 22         | Anoulak Vilaphonh            | 15 février 2001   | 0 (0)             | Master           |
| 1          | Xaysavath Souvanhnasok       | 3 septembre 1999  | 5 (0)             | Namtha United    |
| Défenseurs |                              |                   |                   |                  |
| 19         | Vanna Bounlovongsa           | 21 novembre 1998  | 6 (0)             | HBT 941          |
| 3          | Thipphachanh Inthavong       | 19 août 1996      | 8 (0)             | Young Elephants  |
| 4          | Phoutthavong Sangvilay       | 16 octobre 2004   | 8 (0)             | Ezra             |
| 17         | Anantaza Siphongphan         | 9 novembre 2004   | 9 (0)             | Ezra             |
| 13         | Aphixay Thanakhanty          | 15 juillet 1998   | 6 (0)             | Ezra             |
| 8          | Sengdaovy Hanthavong         | 4 octobre 1998    | 1 (0)             | Young Elephants  |
| 14         | Thanouthong Kietnalonglop    | 5 mars 2001       | 2 (0)             | Young Elephants  |
|            | Xayasith Singsavang          | 17 décembre 2000  | 1 (0)             | Namtha United    |
|            | Inthachuk Sisouphan          | 23 mai 2001       | 2 (0)             | Luang Prabang    |
|            | Chittakone Vannachone        | 24 décembre 2004  | 0 (0)             | Luang Prabang    |
| Milieux    |                              |                   |                   |                  |
| 11         | Bounphachan Bounkong         | 29 novembre 2000  | 11 (1)            | Preah Khan Reach |
| 6          | Phoutdavy Phommasane         | 2 février 1994    | 10 (0)            | Master           |
| 23         | Damoth Thongkhamsavath       | 3 avril 2004      | 2 (0)             | Ezra             |
| 7          | Chanthavixay Khounthoumphone | 17 février 2004   | 6 (0)             | Ezra             |
| 18         | Chanthaviphone Phoumsavanh   | 19 juin 2005      | 2 (0)             | Namtha United    |
| 20         | Michael Vang                 | 13 mai 2000       | 2 (0)             | Miami            |
| Attaquants |                              |                   |                   |                  |
| 10         | Soukphachan Lueanthala       | 24 août 2002      | 6 (0)             | Master           |
| 15         | Chony Waenpaseuth            | 27 novembre 2002  | 9 (0)             | Non communiqué   |
| 16         | Kydavone Souvanny            | 22 décembre 1999  | 9 (1)             | Young Elephants  |
|            | Anousone Xaypanya            | 16 décembre 2002  | 6 (0)             | Young Elephants  |

## Classement FIFA
| Année              | 1993 | 1994 | 1995 | 1996 | 1997 | 1998 | 1999 | 2000 | 2001 | 2002 | 2003 | 2004 | 2005 | 2006 | 2007 | 2008 | 2009 | 2010 | 2011 | 2012 | 2013 | 2014 | 2015 | 2016 | 2017 | 2018 | 2019 | 2020 | 2021 | 2022 | 2023 | 2024 |
| ------------------ | ---- | ---- | ---- | ---- | ---- | ---- | ---- | ---- | ---- | ---- | ---- | ---- | ---- | ---- | ---- | ---- | ---- | ---- | ---- | ---- | ---- | ---- | ---- | ---- | ---- | ---- | ---- | ---- | ---- | ---- | ---- | ---- |
| Classement mondial | 146  | 160  | 152  | 147  | 143  | 144  | 156  | 165  | 162  | 170  | 167  | 162  | 170  | 151  | 176  | 169  | 178  | 169  | 174  | 171  | 152  | 160  | 177  | 167  | 182  | 184  | 188  | 188  | 187  | 187  | 189  | 186  |

## Palmarès

### Parcours enCoupe du monde
| Année | Position     |      | Année             | Position |                   | Année | Position |
| 1930  | Non inscrite | 1974 | Non inscrite      | 2010     | Non inscrite      |       |          |
| 1934  | Non inscrite | 1978 | Non inscrite      | 2014     | Tour préliminaire |       |          |
| 1938  | Non inscrite | 1982 | Non inscrite      | 2018     | Tour préliminaire |       |          |
| 1950  | Non inscrite | 1986 | Non inscrite      | 2022     | Tour préliminaire |       |          |
| 1954  | Non inscrite | 1990 | Non inscrite      | 2026     | Tour préliminaire |       |          |
| 1958  | Non inscrite | 1994 | Non inscrite      | 2030     | À venir           |       |          |
| 1962  | Non inscrite | 1998 | Non inscrite      | 2034     | À venir           |       |          |
| 1966  | Non inscrite | 2002 | Tour préliminaire |          |                   |       |          |
| 1970  | Non inscrite | 2006 | Tour préliminaire |          |                   |       |          |

### Parcours enCoupe d'Asie
| Année | Position     |      | Année             | Position |                        | Année | Position |
| 1956  | Non inscrite | 1984 | Non inscrite      | 2011     | Non inscrite           |       |          |
| 1960  | Non inscrite | 1988 | Non inscrite      | 2015     | Non inscrite           |       |          |
| 1964  | Non inscrite | 1992 | Non inscrite      | 2019     | Tour préliminaire      |       |          |
| 1968  | Non inscrite | 1996 | Non inscrite      | 2023     | Tour préliminaire      |       |          |
| 1972  | Non inscrite | 2000 | Tour préliminaire | 2027     | Éliminatoires en cours |       |          |
| 1976  | Non inscrite | 2004 | Tour préliminaire |          |                        |       |          |
| 1980  | Non inscrite | 2007 | Tour préliminaire |          |                        |       |          |

### Parcours enAFC Challenge Cup
- 2006 : Non inscrit
- 2008 : Forfait
- 2010 : Non inscrit
- 2012 : Tour préliminaire
- 2014 : 1er tour

### Parcours enAFC Solidarity Cup
- 2016 : 3e : vainqueur de la petite finale 3-2 contre Bunei

### Parcours enChampionnat d'Asie du Sud-Est
- 1996 : 1er tour
- 1998 : 1er tour
- 2000 : 1er tour
- 2002 : 1er tour
- 2004 : 1er tour
- 2007 : 1er tour
- 2008 : 1er tour
- 2010 : 1er tour
- 2012 : 1er tour
- 2014 : 1er tour
- 2016 : Tour préliminaire
- 2018 : 1er tour
- 2021 : 1er tour
- 2022 : 1er tour
- 2024 : 1er tour

## Les adversaires du Laos de 1961 à aujourd'hui
| Pays                | J  | G  | N | P  | Bp | Bc | Diff | Premier match                        | Dernier match                          |
| ------------------- | -- | -- | - | -- | -- | -- | ---- | ------------------------------------ | -------------------------------------- |
| Afghanistan         | 3  | 0  | 2 | 1  | 1  | 3  | -2   | 06/03/2013 (1-1) à Vientiane         | 29/05/2015 (0-2) à Vientiane           |
| Arabie saoudite     | 1  | 0  | 0 | 1  | 0  | 4  | -4   | 24/08/2016 (0-4) à Doha              |                                        |
| Bangladesh          | 5  | 1  | 2 | 2  | 4  | 5  | -1   | 27/03/2003 (2-1) à Hong Kong         | 11/06/2019 (0-0) à Dacca               |
| Bhoutan             | 1  | 1  | 0 | 0  | 2  | 1  | 1    | 25/03/2023 (2-1) à Katmandou         |                                        |
| Birmanie            | 19 | 0  | 4 | 15 | 13 | 58 | -45  | 14/12/1967 (0-2) à Bangkok           | 18/12/2024 (2-3) à Rangoun             |
| Brunei              | 11 | 10 | 0 | 1  | 30 | 15 | 15   | 07/06/1993 (1-0) à Singapour         | 27/09/2022 (0-1) à Bandar Seri Begawan |
| Cambodge            | 17 | 6  | 3 | 8  | 24 | 30 | -6   | 14/12/1971 (0-2) à Kuala Lumpur      | 15/12/2021 (0-3) à Singapour           |
| Chine               | 2  | 0  | 0 | 2  | 3  | 13 | -10  | 23/07/2011 (2-7) à Kunming           | 28/07/2011 (1-6) à Vientiane           |
| Corée du Nord       | 1  | 0  | 0 | 1  | 0  | 1  | -1   | 06/02/2013 (0-1) à Kunming           |                                        |
| Corée du Sud        | 3  | 0  | 0 | 3  | 0  | 22 | -22  | 05/04/2000 (0-9) à Séoul             | 17/11/2015 (0-5) à Vientiane           |
| Égypte              | 1  | 0  | 0 | 1  | 0  | 15 | -15  | 15/11/1963 (0-15) à Jakarta          |                                        |
| Émirats arabes unis | 3  | 0  | 0 | 3  | 0  | 9  | -9   | 05/10/2013 (0-2) à Shenzhen          | 11/09/2018 (0-3) à Palamós             |
| Guam                | 1  | 0  | 1 | 0  | 1  | 1  | 0    | 16/11/2013 (1-1) à Vientiane         |                                        |
| Hong Kong           | 3  | 0  | 0 | 3  | 3  | 13 | -10  | 16/11/1970 (2-4) à Bangkok           | 05/10/2017 (0-4) à Hong Kong           |
| Inde                | 2  | 0  | 0 | 2  | 1  | 7  | -6   | 02/06/2016 (0-1) à Vientiane         | 07/06/2016 (1-6) à Guwahati            |
| Indonésie           | 10 | 0  | 2 | 8  | 11 | 43 | -32  | 26/11/1969 (0-3) à Bangkok           | 12/12/2024 (3-3) à Surakarta           |
| Iran                | 3  | 0  | 0 | 3  | 1  | 20 | -19  | 05/12/1998 (1-6) à Si Saket          | 17/11/2004 (0-7) à Téhéran             |
| Jordanie            | 2  | 0  | 0 | 2  | 2  | 8  | -6   | 18/02/2004 (0-5) à Amman             | 13/10/2004 (2-3) à Vientiane           |
| Kazakhstan          | 1  | 0  | 0 | 1  | 0  | 5  | -5   | 03/12/1998 (0-5) à Si Saket          |                                        |
| Koweït              | 2  | 1  | 0 | 1  | 3  | 2  | 1    | 08/09/2015 (0-2) à Vientiane         | 24/03/2016 (3-0) à Koweït              |
| Lesotho             | 1  | 0  | 0 | 1  | 1  | 3  | -2   | 22/08/2007 (1-3) à Petaling Jaya     |                                        |
| Liban               | 2  | 0  | 0 | 2  | 0  | 9  | -9   | 16/06/2015 (0-2) à Vientiane         | 12/11/2015 (0-7) à Beyrouth            |
| Macao               | 2  | 0  | 0 | 2  | 2  | 7  | -5   | 06/11/2016 (1-4) à Kuching           | 02/10/2017 (1-3) à Macao               |
| Malaisie            | 20 | 1  | 5 | 14 | 11 | 62 | -51  | 24/11/1968 (0-5) à Bangkok           | 14/11/2024 (1-3) à Bangkok             |
| Maldives            | 4  | 0  | 1 | 3  | 3  | 15 | -12  | 13/05/2014 (1-7) à Malé              | 24/09/2022 (1-3) à Bandar Seri Begawan |
| Mongolie            | 5  | 3  | 1 | 1  | 8  | 5  | 3    | 09/04/2000 (2-1) à Séoul             | 23/03/2022 (1-0) à Vientiane           |
| Népal               | 7  | 1  | 3 | 3  | 7  | 10 | -3   | 29/05/2016 (1-1) à Vientiane         | 10/06/2025 (2-1) à Vientiane           |
| Oman                | 2  | 0  | 0 | 2  | 0  | 19 | -19  | 30/04/2001 (0-12) à Mascate          | 04/05/2001 (0-7) à Mascate             |
| Philippines         | 14 | 7  | 3 | 4  | 23 | 22 | 1    | 06/12/1995 (1-0) à Chiang Mai        | 15/12/2024 (1-1) à Vientiane           |
| Qatar               | 2  | 0  | 0 | 2  | 1  | 11 | -10  | 09/06/2004 (0-5) à Doha              | 08/06/2004 (1-6) à Vientiane           |
| Singapour           | 13 | 1  | 1 | 11 | 12 | 42 | -30  | 14/11/1970 (3-0) à Bangkok           | 27/12/2022 (0-2) à Vientiane           |
| Sri Lanka           | 8  | 3  | 2 | 3  | 12 | 14 | -2   | 10/06/1972 (1-3) à Jakarta           | 20/03/2025 (1-2) à Vientiane           |
| Sud-Vietnam         | 4  | 0  | 1 | 3  | 1  | 17 | -16  | 12/12/1961 (0-7) à Rangoun           | 04/09/1973 (1-5) à Singapour           |
| Syrie               | 2  | 0  | 0 | 2  | 0  | 20 | -20  | 07/05/2001 (0-11) à Alep             | 11/05/2001 (0-9) à Alep                |
| Taipei chinois      | 4  | 0  | 1 | 3  | 4  | 10 | -6   | 05/11/1974 (1-2) à Hô Chi Minh-Ville | 05/12/2017 (0-2) à Taipei              |
| Thaïlande           | 13 | 1  | 2 | 10 | 15 | 44 | -29  | 13/12/1961 (2-5) à Rangoun           | 17/11/2024 (1-1) à Bangkok             |
| Timor oriental      | 7  | 6  | 0 | 1  | 18 | 9  | 9    | 16/11/2006 (3-2) à Bacolod           | 03/12/2017 (2-1) à Taipei              |
| Turkménistan        | 2  | 0  | 0 | 2  | 3  | 9  | -6   | 28/10/2012 (2-4) à Hô Chi Minh-Ville | 20/05/2014 (1-5) à Addu                |
| Vietnam             | 15 | 0  | 1 | 14 | 4  | 64 | -60  | 05/09/1996 (1-1) à Singapour         | 25/03/2025 (0-5) à Thủ Dầu Một         |